# Pandur (priimek)
Pandur je priimek več znanih Slovencev:
- Ana Pandur (-Predin) (*1981), plesalka flamenka (hispanistka in filozofinja)
- Božena Pandur, modna oblikovalka
- Lajči Pandur (1913−1973), slikar, grafik, likovni pedagog
- Livia Pandur (*1959), dramaturginja, gledališka producentka in režiserka
- Ludvik Pandur (1947−2025), slikar, likovni pedgog
- Tibor Hrs Pandur (*1985), pesnik, prevajalec, dramatik, dramaturg, urednik
- Tomaž Pandur (1963−2016), gledališki režiser
- Žiga Pandur, biokemik?